# Set the World on Fire
Set the World on Fire — второй студийный альбом американской рок-группы Black Veil Brides, выпущенный 14 июня 2011 года лейблом Lava Records/Universal Republic. Это дебютная работа ударника Кристиана СС Кома, который заменил Сандру Альваренга, ушедшую в группу Modern Day Escape. Заглавный трек альбома, «Set the World on Fire», должен был войти в саундтрек к фильму «Крик 4», но в итоге не попал туда — трек позднее вошёл в официальный саундтрек к фильму «Трансформеры 3: Тёмная сторона Луны», однако не был использован в нём. Альбом дебютировал под номером 17 в чарте Billboard 200. Также он достиг 73 позиции в Canadian Albums Chart и 3 места — в UK Rock Chart.
3 мая 2011 года в интернет для свободного прослушивания был выложен трек «Youth and Whisky».
Также альбом был выпущен на iTunes, с эксклюзивным бонус-треком «Smoke and Mirrors».

## Запись
Альбом записывался на Pulse Recording в Лос-Анджелесе, Калифорния, в течение нескольких месяцев и был завершен весной 2011 года. Продюсером пластинки выступил Джош Абрахам, известный по работе с Linkin Park, Velvet Revolver, Thirty Seconds to Mars и Korn.
Перед записью Энди Бирсак брал уроки вокала, чтобы научиться петь более разнообразно (критики отмечали, что на предыдущем альбоме Энди пел монотонно).

## Критика
| Оценки критиков | Оценки критиков                                                          |
| Источник        | Оценка                                                                   |
| --------------- | ------------------------------------------------------------------------ |
| AbsolutePunk    | (25%)                                                                    |
| Allmusic        | [ 8 ]                                                                    |
| The Rock Pit    | [ 9 ]                                                                    |
| Rock Sound      | 3 из 5 звёзд · 3 из 5 звёзд · 3 из 5 звёзд · 3 из 5 звёзд · 3 из 5 звёзд |

Реакция критиков на альбом была смешанной. Несколько рецензентов The Rock Pit отметили, что «вокал отлично сбалансирован с соло-гитарой» и «этот диск на световые годы впереди своего дебюта». По мнению Джена Томаса, релиз получился неоднозначным: «звук не совпадает с тщательно созданным образом [группы], но музыка получилась достойной». Другой рецензент, Райан Купер из About.com, положительно отозвался об альбоме: «Кажется, группа стала лучше. Я стал по-настоящему ценить их музыку».

## Список композиций
Все тексты написаны Энди Бирсак, Джереми Фергюсон, вся музыка написана Джереми Фергюсон, Эшли Перди, Джейк Питс, Кристиан СС Кома.
| №                   | Название                 | Длительность |
| ------------------- | ------------------------ | ------------ |
| 1.                  | «New Religion»           | 3:50         |
| 2.                  | «Set the World on Fire»  | 3:39         |
| 3.                  | «Fallen Angels»          | 3:45         |
| 4.                  | «Love Isn't Always Fair» | 4:13         |
| 5.                  | «God Bless You»          | 3:18         |
| 6.                  | «Rebel Love Song»        | 3:57         |
| 7.                  | «Saviour»                | 4:23         |
| 8.                  | «The Legacy»             | 4:40         |
| 9.                  | «Die for You»            | 3:43         |
| 10.                 | «Ritual»                 | 3:30         |
| 11.                 | «Youth & Whisky»         | 3:30         |
| Общая длительность: | Общая длительность:      | 42:28        |

| №                   | Название            | Длительность |
| ------------------- | ------------------- | ------------ |
| 12.                 | «Smoke and Mirrors» | 3:45         |
| Общая длительность: | Общая длительность: | 3:45         |

## Участники записи
Black Veil Brides
- Энди Бирсак — вокал
- Эшли Парди — бас-гитара, бэк-вокал
- Джейк Питтс — соло-гитара
- Jinxx — ритм-гитара
- Кристиан CC Кома — ударные

Продюсеры
- Джош Абрахам — продюсер
- Лусьен Валкер — продюсер
- Captain Price — микширование
- Эддт Шрейер — мастеринг